# Sam Mitchell
Sam Mitchell (født 21. april 1950, Liverpool - død 15 juni 2006, Liverpool) var en engelsk bluesguitarist.
Han begyndte at optræde fra omkring 1966 i Liverpool på diverse folk-klubber før han senere flyttede til London, hvor han blev opdaget af Long John Baldry og Rod Stewart. Han medvirkede som slideguitarist på Rod Stewarts Gasoline Alley (1970) og Every Picture Tells a Story (1971). I første halvdel af 1970'erne medvirkede han i en række mindre bluesbands, inden han i 1976 etablerede Sam Mitchell Blues Band som han indspillede to album med.
I midten af 1980'erne flyttede Micthell til Danmark, hvor han dannede et band med Bjørn Uglebjerg og Jens Elbøl, der udgav et enkelt album, ligesom Mitchell ofte optrådte på det mindre københavnske spillested Mojo Blues Bar. Han blev tilknyttet The Sandmen, der opnåede pladekontrakt med A&M Records, der tilrettelagde en international lancering af bandet. Trods optrædener i USA på bl.a. CBGB og Whisky a Go Go og sendetid på MTV lykkedes det ikke The Sandmen at slå igennem international, men bandet opnåede betydelig popularitet i Danmark. The Sandmen blev opløst i 1995.
Sam Mitchell pådrog sig tuberkulose i slutningen af 1990'erne og flyttede tilbage til Liverpool. Sygdommen svækkede ham, og han døde i 2006 i en alder af 56 år efter et hjerteanfald. Sam Mitchell ligger på Assistens Kirkegård i København.[kilde mangler]